# Jethro Tull (agronom)
Jethro Tull (ur. 1674 w Basildon, Berkshire w Anglii, zm. 21 lutego 1741 w Shalbourne, Berkshire) – angielski agronom. Był jednym z pionierów agronomii, przyczynił się do modernizacji uprawy roli i upowszechnienia oraz rozwoju narzędzi rolniczych. 

## Życiorys
Studiował na Oxfordzie, a następnie w szkole prawa Gray's Inn. Planował karierę polityczną, jednak nie powiodła się ona z uwagi na jego słaby stan zdrowia i brak wpływowych protektorów. Osiadł w rodzinnym majątku, gdzie poświęcił się rolnictwu. Początkowo sadził koniczynę białą, jednak niezadowalające plony nakłoniły go do przeprowadzenia badań naukowych nad sposobem jej uprawy. Praktyczne wskazania stworzone przez niego na kanwie tych dociekań były jednak trudne do wprowadzenia w życie z uwagi na niechęć robotników rolnych, nie widzących sensu ich realizowania. Opieszałość pracowników nakierowała go na pomysł stworzenia maszyn, które mogłyby ich zastąpić. W 1701 skonstruował m.in. prototypowy model siewnika, pozwalający na zagłębianie nasion w ziemi na zadanej głębokości i sianie ich w rzędach. Wynalazł też konne narzędzie do plewienia chwastów.
Odrzucał wyznawane ówcześnie teorie o tym, że rośliny żywią się wodą, solą, powietrzem i zawartym w nim boskim oddechem. Twierdził, że pożywieniem dla roślin jest sama ziemia i zawarte weń mikrocząsteczki, których istoty jednak nie wyjaśnił. Uważał, że rośliny mogą je lepiej przyswajać, gdy człowiek kultywuje glebę. O jego tezach żywo dyskutowali naukowcy, a głos w sprawie zabrał nawet król Jerzy II.
Swoje zalecenia odnośnie do kultywacji gleby zamieścił w książce Horse-hoeing husbandry or an essay on the principles of tillage and vegetation z 1731.

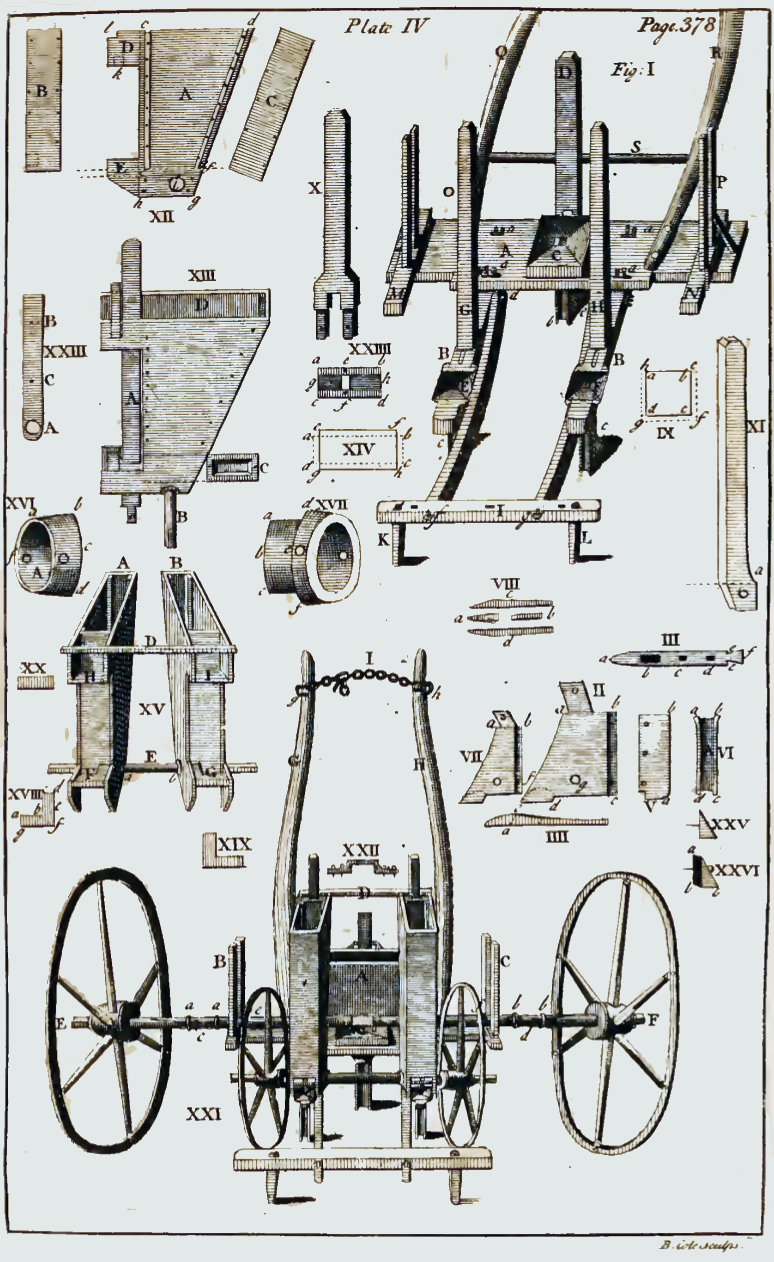
Siewnik rzędowy Tulla